# Cyclophora obsoletaria
Cyclophora obsoletaria là một loài bướm đêm trong họ Geometridae.